# Таланти і шанувальники (фільм, 1956)
«Таланти і шанувальники» — кінофільм режисерів Андрія Апсолона та Бориса Дмоховського, знятий на кіностудії «Ленфільм» в 1955 році. Прем'єра в кінотеатрах відбулася 31 січня 1956 року. Екранізація однойменної п'єси А. М. Островського.

## Зміст
У Негіної є талант. Вона успішно грає на сцені провінційного театру. У дівчини є коханий – студент Мелузов. Вони чисті серцем і мріють про спокійне життя. Та театральні звичаї далекі від пуританських. Щоб не зламати свою кар'єру, Негіна стає коханкою багатія. Мелузов у відчаї через поведінку своєї коханої, він усіма силами намагається донести до громадськості розбещеність меценатів театру.

## Ролі
- Тетяна Леннікова — Олександра Миколаївна Негіна, акторка провінційного театру, молода дівиця
- Катерина Александровська — Домна Пантеліївна, її мати
- Павло Кадочников — Петро Єгорович Мелузов, молода людина, недавній студент
- Борис Смирнов — Іван Семенович Велікатов, багатий поміщик, середніх років
- Микола Коміссаров — Іраклій Стратонич Дулібів, князь, літня людина
- Євген Лебедєв — Григорій Антонич Бакин, губернський чиновник
- Геннадій Мічурін — Ераст Громилов, актор
- Тамара Альошина — Ніна Василівна Смельська, акторка
- Микола Трофимов — Вася, купець
- Володимир Воронов — Гаврило Петрович Мігай, антрепренер
- Аліса Фрейндліх — епізод

## Критика
У 1956 році журнал «Театр» опублікував статтю О. Д. Попова «Без серця», яка стала ідеологічним вироком картині. Фільм був названий відверто слабким, який ілюструє факти неточності в розстановці режисерських акцентів і нерозуміння ідейної суті драматичного твору. З посиланням на постановку Малого театру за участю Марії Єрмолової, автор статті стверджує, що в комедії А. Н. Островського мистецтво є служіння ідеалам добра. Покликання актриси Негіной, її любов до мистецтва виявляються сильнішими її любові до Петра Мелузова. У Негіной художник переміг жінку. Вона стає утриманкою поміщика в ім'я служінню театру. Навпаки, на думку А. Д. Попова, у фільмі:
…ми бачимо вульгарний кафешантан замість театру. Тут немає театру, немає схвильованого, натхненного відносини до сцени, не видно у виконавцях таланту і одухотвореного людського матеріалу для того, щоб будувати сценічні образи Негіной, Мелузова і Домни Пантельовна. (Актори) обтяжені дрібними і технічними завданнями. Яка ж «мораль» виходить у фільмі «Таланти і шанувальники»?
— Нужда заїла! 

У підсумку виходить сумовита картина акторського безправ'я і голоду в старому театрі. 